# Уддъяур
Уддъяур (Уддъяуре; швед. Uddjaure, Udjaur) — озеро на севере Швеции, находится в коммуне Арьеплуг, в лене Норрботтен. Посредством проток Уддъяур соединено с озёрами Хурнаван (на севере), Стураван (на юго-востоке) и Айсъяур (на северо-западе).
Это десятое по величине озеро Швеции с площадью 249 км² и с максимальной глубиной 15. Высота над уровнем моря — 420,1 м. Размеры озера — 28 на 10 км. Через озеро протекает река Шеллефтеэльвен.
Береговая линия сильно изрезана. На озере многочисленные острова.